# London Calling
London Calling és el tercer àlbum del grup britànic The Clash, editat per CBS Records i publicat el 14 de desembre de 1979 al Regne Unit i el gener de 1980 als Estats Units per Epic Records.
És un disc de rock de referència, i barreja diferents estils: ska, pop, new wave, rockabilly, jazz, soul i reggae. Els temes que s'hi evoquen i denuncien a les cançons són l'atur, el consum de drogues, els conflictes racials, la política així com les responsabilitats dels adults en la societat. Amb aquest àlbum doble, el grup busca de desmarcar-se del moviment punk que considera que està en decadència.
Va vendre gairebé dos milions d'exemplars en tot el món, es va certificar com a disc de platí als Estats Units i va permetre els Clash de sortir del microcosmos punk.

## Gènesi i enregistrament

### Context
Després d'un primer àlbum que CBS Records va trobar massa brut, el grup busca de tenir èxit a l'estranger, especialment als Estats Units. Amb un pressupost més important, decideixen marxar del Regne Unit i enregistrar el seu segon àlbum titulat Give 'Em Enough Rope amb Sandy Pearlman, conegut per haver fet de productor per Blue Öyster Cult, un grup de hard rock americà dels anys 1970. Malgrat la presència d'alguns títols emblemàtics com Tommy Gun i English Civil War, el disc no té èxit en el moment de la seva publicació, perquè se'l va considerar massa "americanitzat".
Després d'aquest segon àlbum, i tornant a Anglaterra, el grup se separa del seu mànager Bernard Rhodes. Aquesta separació obliga el grup a canviar de locals per a l'enregistrament del seu següent disc. Deixen els estudis de Camden Town a Londres, i busquen un nou lloc per fer les gravacions.

### Desenvolupament
Durant l'estiu de 1979, el grup comença a treballar en les lletres i a compondre les cançons de l'àlbum, seguint les seves influències rockabilly, ska, reggae i jazz. Johnny Green, el nou mànager, troba per al grup un local al centre de Londres, a Pimlico, Westminster, per compondre i assajar les cançons. Joe Strummer fa les lletres i Mick Jones compon i fa els arranjaments. L'agost del mateix any, lloguen els estudis Wessex a Highbury, al centre-nord de la ciutat, amb el seu nou mànager. En aquests estudis hi havien gravat grups com els Rolling Stones, Queen, Sex Pistols o The Sinceros. Quan els Clash arriben a l'estudi u per gravar, The Damned en surt per passar a la fase de mescla del seu tercer disc Machine Gun Etiquette.
El grup demana a Guy Stevens que produeixi l'àlbum, per consternació de CBS Records. Stevens té problemes d'alcohol i de drogues i els seus mètodes de producció són famosos per la seva poca ortodòxia. L'ex-productor de Mott the Hoople refina el so del grup tot conservant la seva identitat i el disc es realitza ràpidament, en poques setmanes, perquè calen poques preses per enregistrar les pistes.
Joe Strummer va declarar sobre l'enregistrament de l'àlbum: "Vam viure tres mesos en un cau de rates a Pimlico. Estàvem malament: no teníem mànager! Però vam passar els dies escrivint i al final, vam treure un àlbum tan collonut que el vam gravar en tres setmanes i dos dies."

## Característiques artístiques

### Estructura de l'àlbum
Es van enregistrar dinou pistes per l'edició original de 1979, amb una durada total de seixanta-cinc minuts. Totes les cançons estan escrites per Mick Jones i Joe Strummer, excepte tres: Brand New Cadillac, The Guns of Brixton i Revolution Rock.
| Edició original de 1979 |                    |        |                         |          |                |           |                             |             |
| n°                      | Cara U             | Cara U | Cara Dos                | Cara Dos | Cara Tres      | Cara Tres | Cara Quatre                 | Cara Quatre |
| 1                       | London Calling     | 3:20   | Spanish Bombs           | 3:18     | Wrong 'Em Boyo | 3:10      | Lover's Rock                | 4:03        |
| 2                       | Brand New Cadillac | 2:08   | The Right Profile       | 3:54     | Death or Glory | 3:55      | Four Horsemen               | 2:55        |
| 3                       | Jimmy Jazz         | 3:54   | Lost in the Supermarket | 3:47     | Koka Kola      | 1:47      | I'm Not Down                | 3:06        |
| 4                       | Hateful            | 2:44   | Clampdown               | 3:49     | The Card Cheat | 3:49      | Revolution Rock             | 5:33        |
| 5                       | Rudie Can't Fail   | 3:29   | The Guns of Brixton     | 3:09     | -              | -         | Train in Vain (Stand by Me) | 3:09        |

### Musicalitat i compromís
London Calling es considera un manifest social d'Anglaterra. L'àlbum en dona de fet una descripció precisa i coherent. El grup, mitjançant la lletra i la música, vol transmetre un missatge utilitzant la fusió de gèneres musicals, de vegades inèdita, perquè barreja rock, punk, rockabilly, funk, reggae, pop, rhythm and blues i jazz. Fins i tot les cançons menys importants ajuden a completar l'àlbum.
A semblança dels dos primers àlbums del grup, London Calling encara arriba més lluny en l'eclecticisme musical i s'allunya del so punk pur. En aquesta obra, cada membre del grup hi aporta el seu toc personal. Hi ha voluntat de tocar diferents estils musicals.

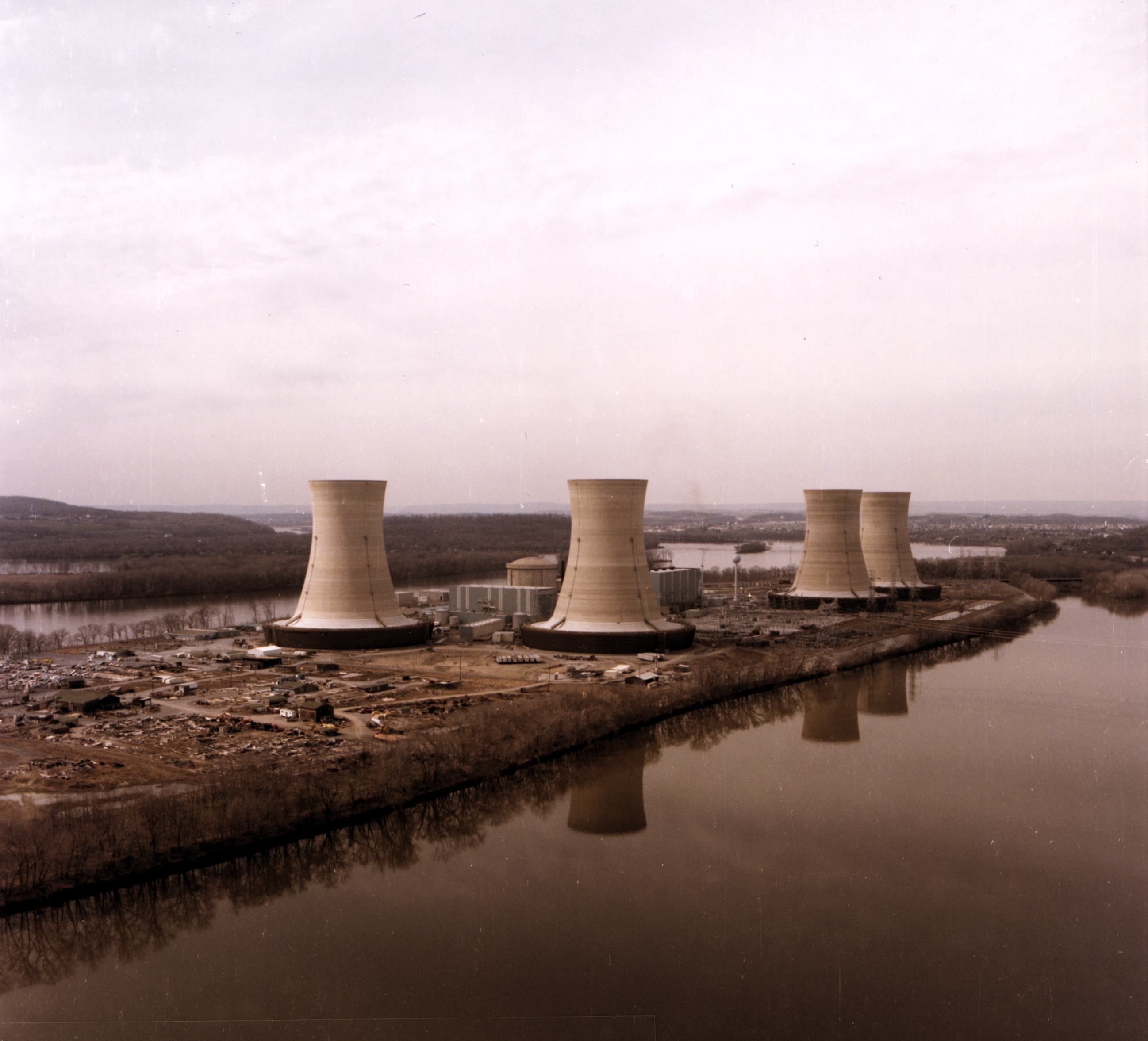
La Central nuclear de Three Mile Island, dues setmanes després de l'incident que es tracta a London Calling

#### Cara U
La primera cançó, i un dels singles importants, London Calling, parla de diverses temàtiques. Al principi, la lletra reflecteix la inquietud i l'escepticisme de Joe Strummer amb la situació mundial. Se cita l'accident de Three Mile Island, que va passar la primavera de 1979, com a nuclear error, i d'altres catàstrofes. També es parla dels perills d'inundació de Londres que van provocar la construcció de la barrera del Tàmesi.

La lletra també fa mofa del "star system" que va seguir l'explosió del punk, moviment que ja semblava que s'acabava:
| « | London calling, don't look to us / Phoney Beatlemania has bitten the dust | » |

| « | Londres està trucant/truca, a nosaltres no ens mireu / La falsa Beatlemania ja ha llepat | » |

.

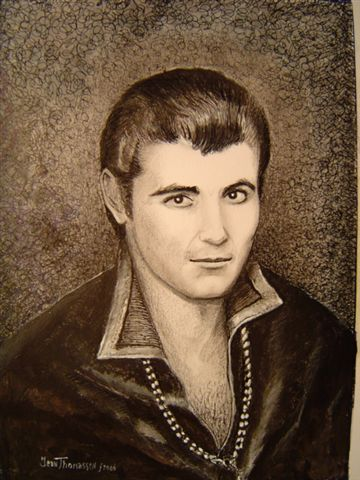
Retrat de Vince Taylor, intèrpret original de Brand New Cadillac

La segona cançó, titulada Brand New Cadillac, és una versió de Vince Taylor. Aquest cantant de rock anglès, que va ser popular fins a mitjans dels anys 1960, es troba en una llarga travessa del desert degut als seus problemes d'alcohol i drogues. El grup qualifica aquesta cançó com a un dels primers enregistraments del rock'n'roll i Mick Jones espera que els royalties d'aquesta versió podran ajudar en Taylor. Aquesta cançó, com indica el títol, un home explica que la seva noia porta un "Cadillac nou de trinca" (Brand New Cadillac) i que des que la té, ja no li fa cas. La lletra explica que ja no ha tornat més amb ell.
Jimmy Jazz, l'única cançó que denota les influències jazz del grup, presents especialment al swing dels instruments, parla d'un personatge que està buscant la policia. Amb un ritme gairebé de vegades més ska i reggae que jazz, el missatge de la tercera cançó de l'àlbum és la denúncia de l'actitud i els mètodes bàrbars de les forces de l'ordre.
Hateful és una cançó influïda pel ritme de les composicions de Bo Diddley, que d'altra banda els havia fet de teloner durant la seva gira pels Estats Units a principis de 1979. En aquest títol, el narrador explica la relació ambigua que té amb el seu camell:
| « | Oh, anything I want he gives it to me, Anything I want he gives it, but not for free. It's hateful | » |
| — | |   |

 (« Oh, tot el que vull, ell m'ho dona / Tot el que vull, ell ho dona, però no pas de franc. És odiós »).
Rudie Can't Fail és la cinquena i última cançó de la cara u. Defensant l'hedonisme, és protagonitzat per un jove criticat per la seva incapacitat de convertir-se en adult responsable. S'hi fusionen diversos gèneres musicals: hi ha elements de música pop barrejats amb soul i reggae. Com en moltes de les seves cançons, la lletra fa referència a un cantant reggae: But I tell you that I can't live in service / Like the doctor who was born for a purpose (« Però et dic que no puc viure per servir / Com el metge que va néixer per un fi »). De fet, a l'època, Doctor Alimantado i la seva cançó Born for a Purpose són populars dins del moviment punk mitjançant Johnny Rotten.

#### Cara dos
El text de Spanish Bombs és un homenatge als revolucionaris i republicans que van combatre amb el Front Popular durant la Guerra civil espanyola. És la primera cançó dels Clash que parla de temes socials que no estan relacionats amb la realitat local del Regne Unit. La idea d'escriure-la va venir pel terrorisme d'Irlanda del Nord i d'Espanya, a partir de llargues converses sobre ETA entre Strummer i la seva companya Gaby Salter.
La cançó té trossos en castellà. Entre les estrofes, cantades en anglès, la tornada diu Spanish Bombs i seguidament venen cors en castellà que contesten Yo te quiero infinito. Yo te quiero, oh mi corazón. (Jo t'estimo infinit. T'estimo, oh cor meu) La cançó lloa l'heroisme dels republicans i en concret dels anarquistes en aquell període, i també menciona Granada, on vivia Federico García Lorca i on hi van haver violents combats.
Després de llegir la biografia de Montgomery Clift de Bosworth que li va deixar en Guy Stevens, Joe Strummer va decidir de compondre The Right Profile. La setena cançó es basa en la vida caòtica d'aquest actor, concentrant-se en els seus problemes d'abús de l'alcohol i de medicaments. En un principi s'havia titulat Canalside Walk, però el títol definitiu fa referència al fet que després d'un accident de cotxe que va tenir el 1956, Clift va acabar el rodatge de L'arbre de la vida deixant-se filmar només el seu perfil dret. Segons el roadie Johnny Green, la cançó també és un homenatge a Guy Stevens, que tenia un estil de vida semblant al de Montgomery Clift.
La vuitena cançó de l'àlbum, Lost in the Supermarket, amb lletra de Joe Strummer, imagina la infantesa de Mick Jones creixent als suburbis, en companyia de la seva mare i l'àvia. La canta aquest últim, com solia fer el grup en les cançons més intimistes. És més lenta que la majoria de les altres del disc, i la lletra crida a combatre el consumisme rampant que cada vegada es desenvolupa més, criticant radicalment la invasió de la publicitat.
Començant com un títol instrumental titulat Working and Waiting, la cançó Clampdown (literalement repressió) descriu la deriva de la societat capitalista i l'absència d'objectius de la joventut que provoquen l'augment de l'extremisme. Com passa sovint als textos de Joe Strummer, la cançó crida la joventut de la classe obrera a combatre l'statu quo. Així, es denuncia el feixisme amb referències com la de començar a portar blau i marró. Això és una al·lusió als colors que porten sovint els feixistes als seus uniformes militars, per exemple les camises marrons de la SA a Alemanya, les camises blaves de la Falange Espanyola, del partit francista dirigit per Marcel Bucard o els Blueshirts, el sobrenom del moviment feixista fundat per par Eoin O'Duffy a Irlanda.
The Guns of Brixton fou la primera cançó escrita i composta per Paul Simonon, i continua la seva exploració del món del dub. Molt influïda pel reggae i la comunitat jamaicana de Londres, hi explica la seva experiència i descriu la violència policial en aquests barris populars. En aquest títol, la lletra cita per exemple Ivan, el personatge principal de la pel·lícula The Harder They Come, interpretada pel jamaicà Jimmy Cliff. Per aquesta cançó, Simonon té al principi dubtes sobre la lletra d'aquesta cançó però s'anima a treballar-hi. La crònica negra de la violència policial es remarca per la veu del baixista, que li deixava el baix a Joe Strummer per aquesta cançó als concerts.

#### Cara Tres

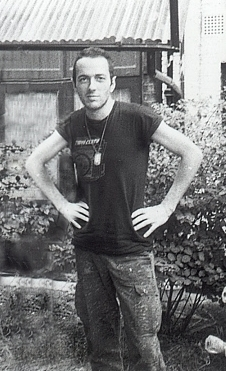
Joe Strummer, cantant i lletrista dels Clash

A Wrong 'Em Boyo, ressusciten el mite de Stagger Lee, amb una cançó inspirada en el clàssic Stack-O-Lee Blues de Mississippi John Hurt. Encara que als crèdits hi surt curiosament C. Alphanso (un dels pseudònims de Clive Alphonso), de fet es tracta d'una variant de la versió ska titulada Wrong Emboyo  i cantada pel grup jamaicà The Rulers. Stagger Lee és l'arquetip de negre sortit dels barris baixos, la personificació del noi dolent espavilat, fred, anàrquic, amoral, potencialment violent i que sovint desafia l'autoritat blanca. No obstant, en aquesta cançó, els rols són més o menys invertits. L'heroi és Stagger mentre que Billy Lyons és el dolent: So Billy said, hey Stagger! I'm gonna make my big attack / I'm gonna have to leave my knife in your back. (Així que el Billy va dir, ei Stagger! Vaig a fer el meu gran atac / Hauré de deixar el meu ganivet a la teva esquena).
Death or Glory és un pamflet que explica l'embolic orquestrat per la indústria musical. Fidel a les seves arrels punk, aquesta cançó és més dinàmica i té un so més elèctric i saturat. Les paraules Death or Glory (Mort o Glòria) es canten al principi de la tornada i responen als riffs de guitarra. La lletra anima a perseverar. Demana no sucumbir a les majors, que només saben reproduir el que ja ha sonat abans, sense cap innovació.
Koka Kola denuncia la societat de consum on es tanca el món a causa de les maniobres insidioses de la publicitat. El paral·lel amb els camells de droga s'hi denuncia directament a la lletra com quan diu Koka kola advertising and kokaine / Strolling down the broadway in the rain.
The Card Cheat, un títol secundari de l'àlbum, destaca per l'omnipresència del piano i els tocs puntuals de metall des del principi de la cançó, la melodia dominant i la utilització del mur de so. Tots aquests efectes li donen un toc que recorda les produccions musicals de Phil Spector. Descriu el declivi d'un jugador de pòker que fa trampes per sortir-se'n, però en realitat és una metàfora del declivi de l'Imperi Britànic.

#### Cara quatre

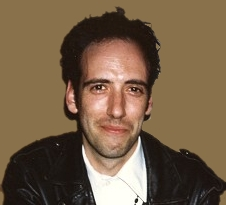
Mick Jones canta Train in Vain

Lover's Rock és una balada a l'estil de les cançons d'amor. Amb certa ironia, parla de la igualtat dels sexes i aborda el tema de la contracepció.
Revolution Rock és una cançó reggae que ha rebut crítiques diverses. La revista musical britànica New Musical Express va dir que Joe Strummer i Mick Jones eren incapaços de compondre cançons d'amor creïbles.
Four Horsemen i I'm Not Down són dues cançons menors de London Calling, que poques vegades es van tocar en directe. La primera, que parodia els Quatre genets de l'Apocalipsi, només es va tocar una vegada, el 4 d'agost de 1979 al festival de Ruisrock a Turku, Finlàndia. La segona cançó només es va tocar abans que sortís el disc. De fet, les úniques vegades que la va cantar en Mick Jones va ser en els concerts secrets de l'estiu de 1979. Aquesta cançó optimista i autobiogràfica explica que cal no renunciar mai.
Train in Vain, l'última cançó, allibera les influències musicals americanes dels Clash. Sobre el títol, Mick Jones declara La cançó era com el ritme d'un tren, i tenia una altra vegada, aquest sentiment d'estar perdut encara que no es parla de cap tren en la cançó. La tornada repeteix les paraules Stand by Me, i per això va rebre el nom Train in Vain (Stand by Me) quan va sortir en single als Estats Units. Es va afegir a London Calling a l'últim moment; s'havia de regalar amb una promoció de New Musical Express. Com que la funda ja s'havia editat, va acabar sent una pista oculta de l'àlbum.

### Portada i títol de l'àlbum

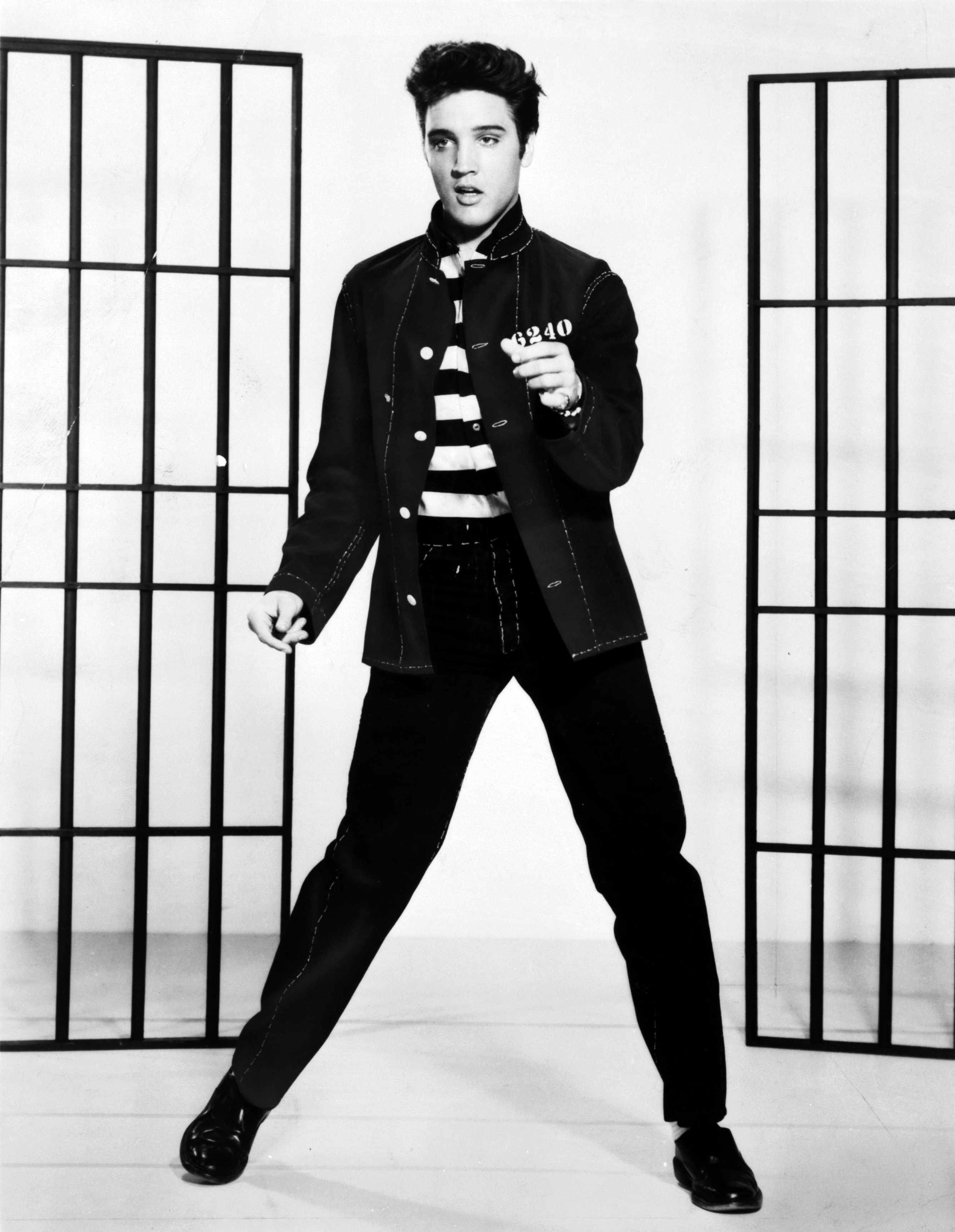
Elvis Presley, que va inspirar la portada de London Calling de The Clash.

Per la portada de l'album, Ray Lowry utilitza una foto de Paul Simonon destrossant el seu baix a l'escenari del Palladium, una sala de concerts de Nova York. Feta per Pennie Smith després mateix del concert, el 21, aquesta imatge es va convertir en una de les fotos més cèlebres del rock. No obstant, al principi, trobava que la imatge era massa desenfocada per fer-ne una portada. Al final es va escollir per la insistència del dibuixant del NME i de Joe Strummer, el guitarra i cantant dels Clash. El 2006 i 2007, el baix es va exposar al Rock and Roll Hall of Fame amb motiu de l'exposició Revolution Rock : The Story of the Clash.
Per la cal·ligrafia de les paraules del títol, l'artista, que el grup coneix des de l'Anarchy Tour dels Sex Pistols, agafa la mateixa tipografia i els mateixos colors que els del primer àlbum d'Elvis Presley. London està escrit verticalment de color rosa mentre que Calling està escrit horitzontalment en verd, una retolació que Lowry lloa per la seva estranya força.
La idea d'aquesta picada d'ull al disc Elvis Presley parteix del principi que la música dels Clash mostra la mateixa despreocupació que tenia abans la del King i fa l'enllaç entre el punk i el rock primerenc. Com explicava Lowry, es tracta d'un veritable homenatge al geni original, desconegut i inspirat que va crear el primer enregistrament de rock'n'roll d'Elvis Presley. Tot l'esperit de l'àlbum el simbolitza aquesta imatge, que després de l'èxit mundial de l'àlbum es va convertir en una de les icones dels discos de punk rock. Es calcula que avui en dia la foto té un valor de 5.000£ després de vendre's per 1.000£ el 2004.
El 2001, la portada de London Calling va quedar en novena posició a la llista de la revista Q de les millors portades de tots els temps. El 2007, la National Association of Recording Merchandisers la va seleccionar en la seva llista Definitive 200 que distingia les obres artístiques del rock.
Durant les sessions d'enregistrament, el títol provisional de l'àlbum era The Last Testament (L'últim testament). Al final, es va triar London Calling, igual que la primera cançó. L'origen d'aquesta expressió prové de la Segona Guerra Mundial quan a la BBC, una veu emetia cap als territoris ocupats: This is London calling

## Recepció

### Edicions, reconeixements i llistes d'èxits
London Calling es va editar com a àlbum doble, però es va vendre a preu de disc normal, a petició del grup. La discogràfica dels Clash, CBS Records va refusar al principi de comercialitzar-lo així, però al final va acceptar quan els Clash van renunciar a una part dels royalties del disc. London Calling es va publicar el 14 de desembre de 1979 al Regne Unit, i al cap d'un mes, el gener de 1980, als Estats Units.
L'àlbum dona dos dels singles més coneguts dels Clash, London Calling, que va sortir la setmana abans, el 7 i Train in Vain. El primer single, amb la versió inèdita Armagideon Time de Willi Williams a la cara B, té molt èxit entre el públic i els mitjans de comunicació. Arriba a l'onzena posició de les llistes britàniques. El videoclip, dirigit per Don Letts presenta The Clash tocant al Tàmesi, el riu de Londres, mentre plou.
Train in Vain surt en single als Estats Units el febrer de 1980, i arriba al número vint-i-tres del Billboard en la categoria Pop singles i la trentena en la categoria Club Play Singles.
Venent vora dos milions d'exemplars a tot el món, l'àlbum queda al número nou de les llistes britàniques, i se certifica com a disc d'or el desembre de 1979. No obstant, London Calling es va vendre millor a l'estranger. De fet, va ser segon a les llistes de Suècia i quart a Noruega. Als Estats Units, l'àlbum aconsegueix el lloc vint-i-setè al Billboard 200 en la categoria Pop albums el 1980 i acaba certificat com a disc de platí el febrer de 1996.
El 2000, l'àlbum es remasteritza, juntament amb els altres àlbums del grup als Estats Units per la discogràfica Epic Records. Al cap de quatre anys, el 2004, Legacy Recordings reedita London Calling en una caixa. Aquesta edició especial pel vint-i-cinquè aniversari de la seva aparició conté un CD i un DVD bonus. El CD es titula The Vanilla Tapes. Es tracta de demos enregistrades durant la composició de London Calling, l'estiu de 1979. El nom ve pels estudis Vanilla de Causton Street a Pimlico on el grup havia començat a preparar el seu nou àlbum.
El 1979, al tren que el portava a l'estudi, Johnny Green es va adormir, i es va despertar de sobte a l'estació on havia de baixar. Amb la pressa, es va deixar les cintes. Es van considerar perdudes, fins que Mick Jones en va trobar una el març de 2004. Aquestes gravacions es van publicar com a bonus amb l'edició remasteritzada de l'àlbum el setembre de 2004. Només se'n van publicar vint-i-un cançons de les trenta-set. Quant al DVD, inclou una pel·lícula de Don Letts, The Last Testament - The Making of London Calling, els videoclips de London Calling, Train in Vain i Clampdown i imatges de vídeo amateur de la gravació als estudis Wessex.
| Classificació a les llistes |          |                           |          |                        |          |
| Any 1979                    | Any 1979 | Any 1980                  | Any 1980 | Any 2004               | Any 2004 |
| Llista                      | Posició  | Llista                    | Posició  | Llista                 | Posició  |
| Swedish Albums Chart        | 2        | Austrian Albums Chart     | 17       | Norwegian Albums Chart | 17       |
| UK Albums Chart             | 9        | Norwegian Albums Chart    | 4        | Swedish Albums Chart   | 45       |
|                             |          | U.S. Billboard Pop Albums | 27       | Swiss Albums Chart     | 72       |
|                             |          |                           |          | UK Albums Chart        | 26       |

| Edició de 2004 de The Vanilla Tapes |                                  |      |    |                             |      |    |                             |      |    |                     |      |
| 1                                   | Hateful                          | 2:43 | 7  | Death or Glory              | 3:54 | 12 | Up-Toon                     | 1:56 | 17 | Working and Waiting | 4:09 |
| 2                                   | Rudie Can't Fail                 | 3:27 | 8  | Lover's Rock                | 4:02 | 13 | Walking the Slidewalk       | 2:34 | 18 | Heart and Mind      | 4:27 |
| 3                                   | Paul's Tune                      | 2:32 | 9  | Lonesome Me                 | 2:08 | 14 | Where You Gonna Go (Soweto) | 4:03 | 19 | Brand New Cadillac  | 2:07 |
| 4                                   | I'm Not Down                     | 3:05 | 10 | The Police Walked in 4 Jazz | 2:18 | 15 | The Man in Me               | 3:56 | 20 | London Calling      | 3:18 |
| 5                                   | Four Horsemen                    | 2:55 | 11 | Lost in the Supermarket     | 3:46 | 16 | Remote Control              | 2:39 | 21 | Revolution Rock     | 5:32 |
| 6                                   | Koka Kola                        | 1:57 |    |                             |      |    |                             |      |    |                     |      |
| Llegenda                            |                                  |      |    |                             |      |    |                             |      |    |                     |      |
|                                     | present a l'àlbum London Calling |      |    |                             |      |    |                             |      |    |                     |      |
|                                     | present a l'àlbum The Clash      |      |    |                             |      |    |                             |      |    |                     |      |

### Herència

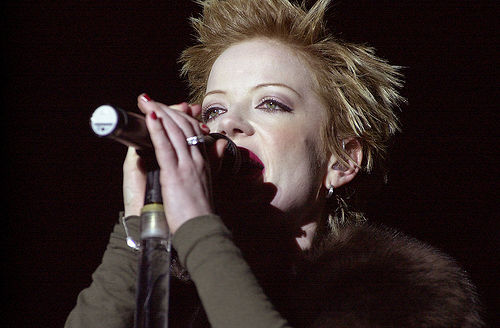
Shirley Manson, cantant de Garbage

Després dels dos primers àlbums del grup, i la sortida de London Calling, l'èxit dels Clash és internacional. L'àlbum es considera violent en la lletra i el compromís, però inspira nombrosos grups. A finals dels anys 1970 i principis dels 1980, es formen molts grups de punk que segueixen la ideologia i l'esperit combatiu dels Sex Pistols i dels Clash.
Stupid Girl, una cançó del grup Garbage que va sortir el 1996, està construïda amb la base del ritme de bateria de Train in Vain. Joe Strummer i Mick Jones surten als crèdits d'aquesta cançó. El 2007, quan es remasteritza la cançó per Absolute Garbage, el disc de recopilació, s'hi afegeixen els noms de Paul Simonon i Topper Headon.

### Crítiques

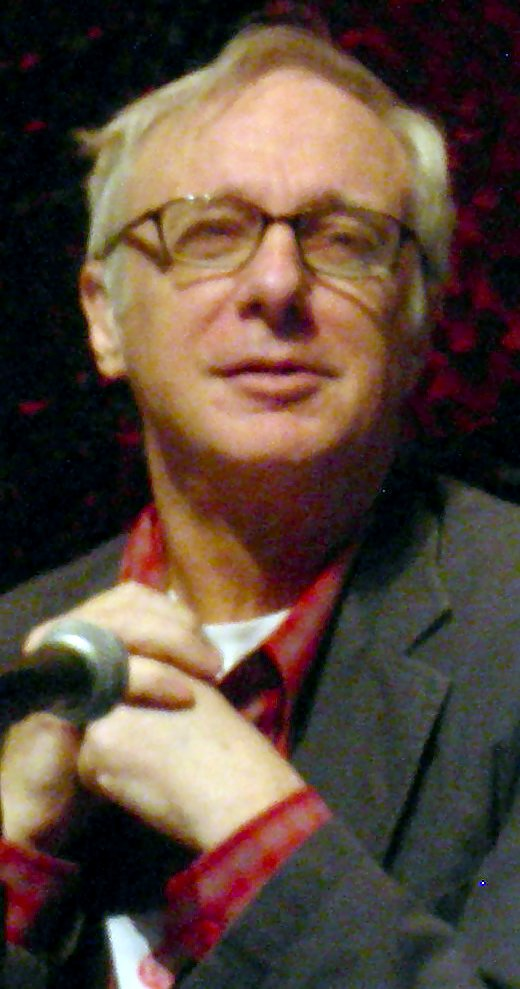
Robert Christgau, crític musical americà

De manera semblant al New York Times que el descriu com un dels millors àlbums de tots els temps, la majoria de les crítiques reconeixen unànimement la qualitat de London Calling. Pat Blashill, periodista musical de Rolling Stone, declara per exemple que celebra el romanticisme de la rebel·lió del rock 'n' roll, en un període èpic. Des que va sortir, la revista li va atorgar la nota màxim de cinc estrelles de cinc. El novembre de 1989, la revista musical li atorga el títol de millor àlbum dels anys 1980 (100 Best Albums of the Eighties). El 2003 i després el 2012, Rolling Stone el col·loca en la vuitena posició de la seva classificació dels 500 millors discos de tots els temps, mentre la cançó homònima es designa el 2004 com a quinzena millor cançó de tots els temps. També forma part de la llista dels 1001 àlbums que cal escoltar abans de morir.
També elogiós, Stephen Erlewine, d'AllMusic, escriu que London Calling és estimulant, amb més canya i més sentit que la majoria dels altres discos, no cal dir dels àlbums dobles (London Calling is invigorating, rocking harder and with more purpose than most albums, let alone double albums.) i qualifica l'àlbum com un dels millors àlbums de rock 'n' roll que s'han gravat mai (one of the greatest rock & roll albums ever recorded).
També la revista de música Pitchfork nomena la cançó epònima London Calling com a millor títol de l'àlbum i el 2004, el seu web col·loca l'àlbum en segona posició en la seva llista dels 100 millors àlbums de la dècada de 1970 (Top 100 albums of the 70's).
Si la crítica actual és generalment elogiosa, la de l'època de l'àlbum ho és igualment. Els anys 1979-1980, veure un grup punk fer un àlbum de rock de veritat sorprèn. A França, Bruno Blum afirma al número de gener de 1980 de la revista Best: Que quedi clar: aquest àlbum és el millor que han fet. Encara que hi posa alguna pega sobre l'originalitat, Lester Bangs explica, en una entrevista a la ràdio 3RRR el 1980, que li agrada el principi del retorn als orígens de l'àlbum.
El 1979, The Village Voice, mitjançant el seu periodista Robert Christgau li dona una nota d'A+, i el posa al capdavant dels àlbums de l'any. El periodista descriu London Calling com càlid, furiós, pensat, segur de si mateix, melòdic, i canyer. També el considera el millor LP des d'Exile on Main St. dels Rolling Stones. Per la seva banda, NME li dona aquest honor a l'àlbum Fear of Music dels Talking Heads a la seva classificació de l'any. El dels Clash queda en desè lloc. Vint-i-cinc anys després, a la seva classificació dels cent millors àlbums de tots els temps, London Calling puja a la dotzena posició.

## Artistes i equip de producció
| Artistes i equip de producció |                      |                    |                       |
| Músics                        | Músics               | Equip de producció | Equip de producció    |
| Nom                           | Instrument           | Nom                | Activitat             |
| Joe Strummer                  | Guitarra, veu, piano | Guy Stevens        | Productor             |
| Mick Jones                    | Guitarra, veu, piano | Bill Price         | Enginyer de so en cap |
| Paul Simonon                  | Baix                 | Jerry Green        | Enginyer de so        |
| Topper Headon                 | Bateria, percussió   | Pennie Smith       | Fotògrafa             |
| Mick Gallagher                | Orgue                | Ray Lowry          | Dibuixant             |
| The Irish Horns               | Metall               |                    |                       |
| Baker Glare                   | Flauta               |                    |                       |